# Бородаевский, Сергей Васильевич
Серге́й Васи́льевич Бородае́вский (укр. Сергій Васильович Бородаєвський; 28 августа (9 сентября) 1870, Ахтырка, ныне Сумской области, Украина — 6 февраля 1942, Прага) — украинский экономист.

## Биография
Родился в Ахтырке Харьковской губернии. В 1893 году окончил юридический факультет Харьковского университета.
В 1895 году работал в окружном суде Тифлиса. В 1896 году переехал в Санкт-Петербург. Служил в государственном банке, где работал по вопросам организации мелкого кредита. Состоял помощником управляющего отделом торговли в министерстве торговли и промышленности и членом от министерства в центральном комитете по делам мелкого кредита, действительный статский советник. С 03.05. — 15.09.1917гг. занимал должность управляющего отделом торговли.  Участвовал в разработке трудов местных комитетов о нуждах сельскохозяйственной промышленности. Состоял товарищем председателя первого отдела Санкт-Петербургского отделения комитета о сельскохозяйственных товариществах.
Возвратившись на Украину, в 1918 году был товарищем (заместителем) министра торговли и промышленности в правительстве гетмана Павла Скоропадского. Принимал непосредственное участие в подготовке и подписании договоров Украины с Грузией 5 мая 1918 года и Центральными государствами 10 сентября 1918 года.
Во времена Директории Украинской Народной Республики Бородаевский выполнял правительственные поручения. В январе 1919 года выехал в Одессу, где принимал участие в формировании национальных кооперативных учреждений, организовал и возглавил совет Всеукраинского объединения производственных кооперативов. Одновременно читал лекции в Одесском политехническом институте.
В 1919 году вынужденно эмигрировал в Стамбул, оттуда — в Париж. Преподавал историю и теорию кооперации в Брюссельской международной академии и в Русском отделе в Сорбонне.
С 1923 года работал в Чехословакии. Был активным деятелем международного кооперативного движения.
Работы Бородаевского издавались на русском, украинском, чешском, французском, немецком, китайском и других языках.